# Tezozomoctli Acolnahuácatl
Tezozomoctli Acolnahuacatl fue un noble azteca-nahua hijo del tlatoani nahua Axayácatl. del Tlatoque de Ecatepec.
Era hermano del tlatoani azteca Moctezuma II de Tenochtitlan.
Fue padre de Diego de Alvarado Huanitzin, y abuelo de Fernando Alvarado Tezozómoc del Virreinato de Nueva España.